# Colonia Aurora

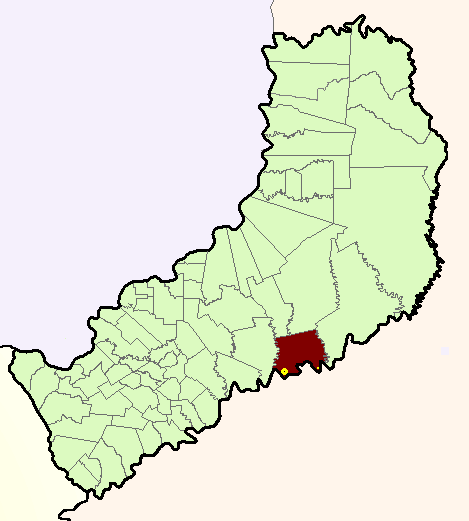
Municipio de Colonia Aurora en la Provincia de Misiones;el punto pequeño representa la localidad de Colonia Alicia.

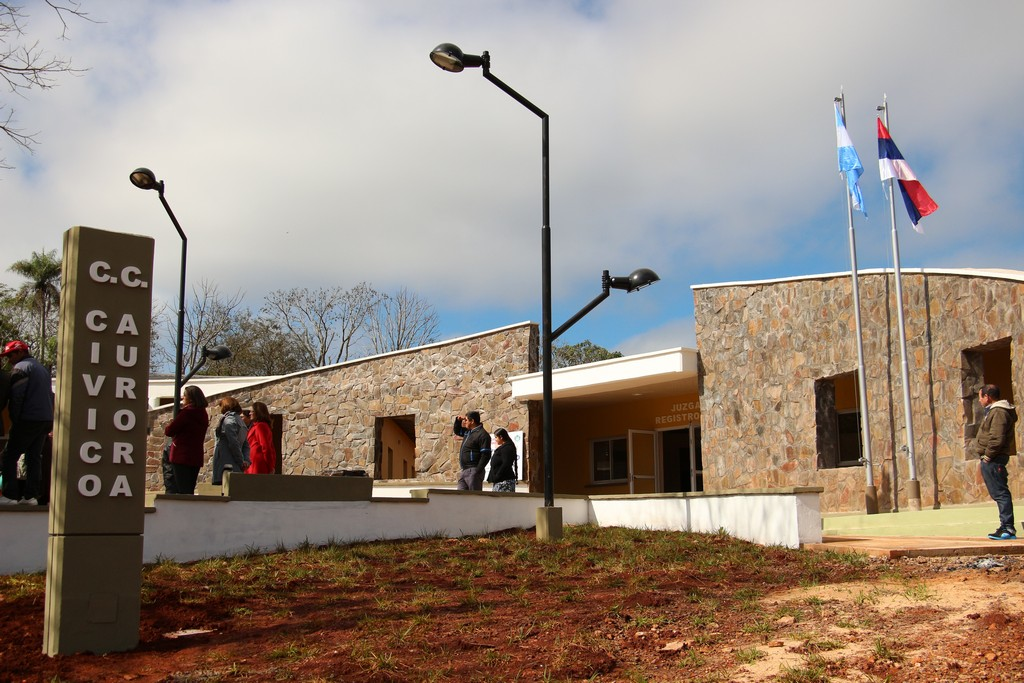
Centro cívico de la localidad de Colonia Aurora.

Colonia Aurora es una localidad argentina de la provincia de Misiones.
Colonia Aurora fue uno de los últimos lugares en colonizarse en Misiones. Su geografía inaccesible hacía del cercano río Uruguay la única vía de comunicación aceptable, ya que los caminos de tierra eran intransitables buena parte del año. Entre los primeros habitantes se encontraba Aquino Sinolaza, quien instaló el primer comercio del lugar. Este comercio terminó dando nombre al poblado, y hace referencia a Aurora Palia Quesini, madre del mencionado colono. Hoy el asfalto de la ruta Provincial 2 garantiza una comunicación terrestre todo el año.
La actividad económica se sustenta en el cultivo de tabaco, soja, yerba mate y —en creciente importancia— el ananá.
El municipio está situado en el departamento 25 de Mayo; limita con el municipio de homónimo, y con los de Dos de Mayo del departamento Cainguás, San Vicente y El Soberbio del departamento Guaraní y al este con la República Federativa del Brasil. Dentro del municipio también se encuentra el núcleo urbano de Colonia Alicia.
La población del municipio es de 8407 habitantes, según el censo del año 2001 (INDEC)

## Parroquias de la Iglesia católica en Colonia Aurora
| Diócesis  | Oberá                   |
| --------- | ----------------------- |
| Parroquia | Santa Catalina de Siena |